# Янушковице (Подкарпатское воеводство)

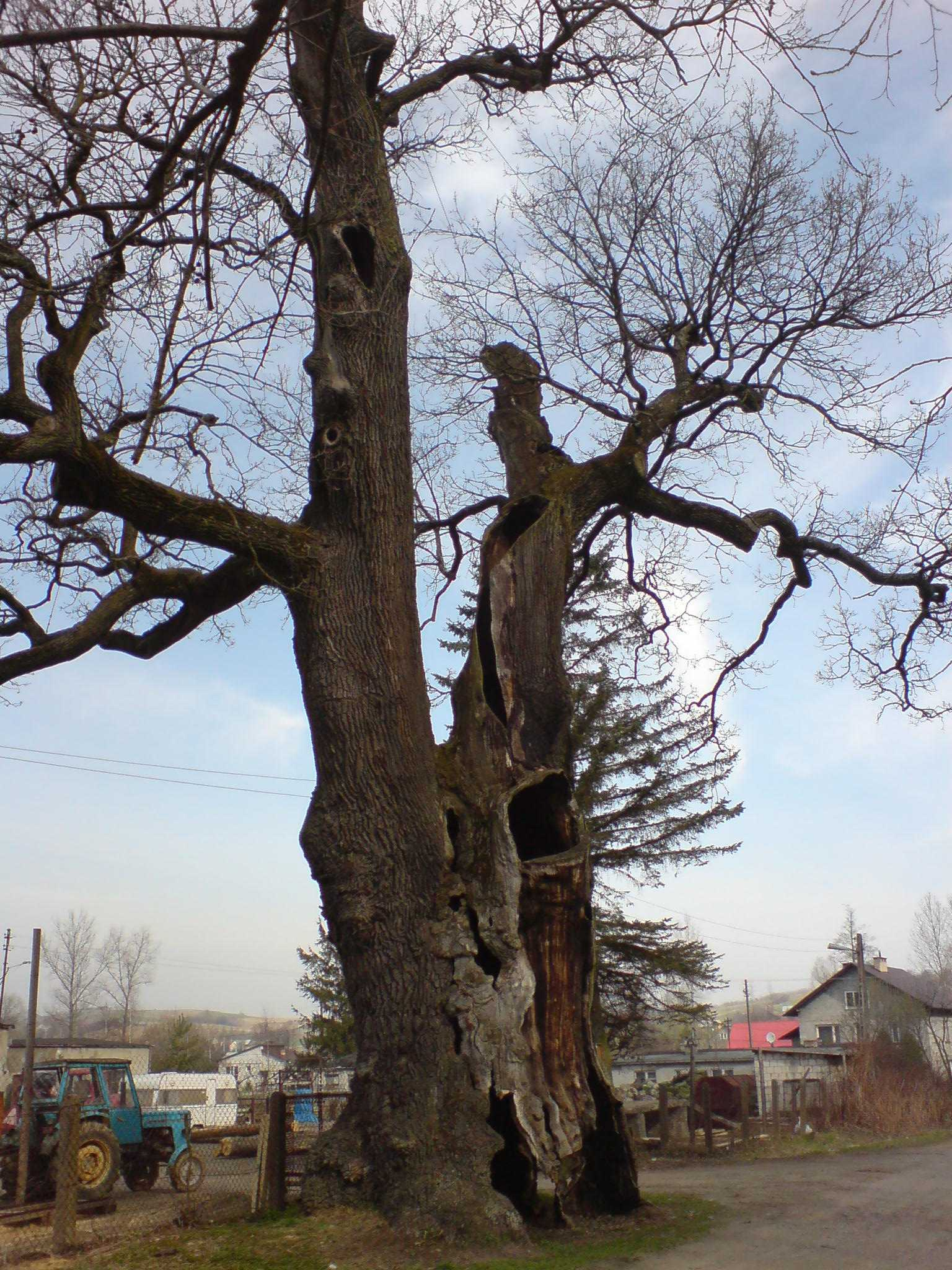
Янушковский дуб — памятник природы, Янушковице, Польша

Янушковице (пол.  Januszkowice) — село в Польше, находящееся на территории гмины Бжостек Дембицкого повята Подкарпатского воеводства.

## География
Село находится в 5 км от административного центра города Бжостек, в 23 км от города Дембица и в 46 км от Жешува.

## История
С 1978 по 1998 год село административно входило в Тарновское воеводство.

## Достопримечательности
- Руины шляхетского дворца (XVIII—XIX);
- Янушковский дуб (около 600 лет) — памятник природы;
- Воинское кладбище № 217 (Янушковице) — воинское захоронение времён Первой мировой войны. Памятник Подкарпатского воеводства.